# جو وليامز (لاعب كرة قدم)
جو وليامز (بالإنجليزية: Joe Williams)‏ (8 ديسمبر 1996 بليفربول في المملكة المتحدة - ) هو لاعب كرة قدم بريطاني في مركز الوسط. لعب مع نادي إيفرتون ونادي بارنسلي.

## وصلات خارجية
- جو وليامز على موقع قاعدة بيانات كرة القدم.إي يو (الإنجليزية)
- جو وليامز على موقع Soccerbase.com (لاعب) (الإنجليزية)
- جو وليامز على موقع Soccerway.com (الإنجليزية)
- جو وليامز على موقع عالم كرة القدم.نت (الإنجليزية)